# Dickie Moore (ijshockeyspeler)

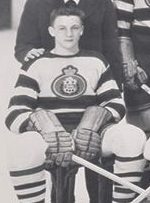
Moore in ca. 1948

Richard Winston "Dickie" Moore (Montreal, 6 januari 1931 – aldaar, 19 december 2015) was een Canadees professioneel ijshockeyspeler, succesvol zakenman en filantroop.
Hij speelde bij de Montreal Canadiens van 1951 tot 1963. Moore begon te spelen bij de Montreal Jr. Royals voor drie seizoenen van 1947 tot 1950. Hij was bekend om zijn harde nauwkeurige schot en zijn vermogen om de puck te bespelen. Als de leidende scorer van de liga won hij tweemaal de Art Ross Memorial Trophy.
Moore is toegevoegd in de Hockey Hall of Fame in Toronto.
Op 27 augustus 2006 raakte hij zwaar gewond bij een verkeersongeval in zijn geboorteplaats toen hij crashte tegen een truck. Hij zat drie kwartier vast in zijn auto toen de brandweer hem eruit haalde.
De ijshockeyer met rugnummer 12 overleed op 84-jarige leeftijd in Montreal.
Moore werd begraven in Westmount bij de Mountainside United Church.